# 佩利特利
佩利特利（土耳其語：Pelitli）是土耳其的城鎮，位於該國東北部，由特拉布宗省負責管轄，海拔高度100米，2012年人口15,503。在奧斯曼土耳其統治時期當地居民為Chepni人（烏古斯人的一支），1916年，俄羅斯在第一次世界大戰中佔據該鎮，Chepni人因此離開該地，不過戰爭結束后俄國人撤走，他們便重返故鄉。在共和國時期當地人口不斷增長，并終於在1995年獲得“鎮”的資格，1997年附近的Yeşilköy村劃歸該鎮管轄。